# Liste der Selbstverwaltungen in Litauen
Litauen in 60 Selbstverwaltungen (Stand 2017) gegliedert, die in Größe und Funktion zwischen deutschen Kommunen und deutschen Kreisen liegen:
| Name                      | Verwaltungssitz | Fläche in km² | Ew. 2007 | Ew./km² | Regierungsbezirk |
| ------------------------- | --------------- | ------------- | -------- | ------- | ---------------- |
| Rajongemeinde Akmenė      | Naujoji Akmenė  | 844           | 28204    | 33,4    | Šiauliai         |
| Stadtgemeinde Alytus      | Alytus          | 40            | 68835    | 1720,9  | Alytus           |
| Rajongemeinde Alytus      | Alytus          | 1404          | 31420    | 22,4    | Alytus           |
| Rajongemeinde Anykščiai   | Anykščiai       | 1765          | 32629    | 18,5    | Utena            |
| Gemeinde Birštonas        | Birštonas       | 124           | 5256     | 42,4    | Kaunas           |
| Rajongemeinde Biržai      | Biržai          | 1476          | 33491    | 22,7    | Panevėžys        |
| Gemeinde Druskininkai     | Druskininkai    | 454           | 24507    | 54      | Alytus           |
| Gemeinde Elektrėnai       | Elektrėnai      | 509           | 28093    | 55,2    | Vilnius          |
| Rajongemeinde Ignalina    | Ignalina        | 1447          | 20624    | 14,3    | Utena            |
| Rajongemeinde Jonava      | Jonava          | 944           | 51941    | 55      | Kaunas           |
| Rajongemeinde Joniškis    | Joniškis        | 1152          | 30429    | 26,4    | Šiauliai         |
| Rajongemeinde Jurbarkas   | Jurbarkas       | 1507          | 35622    | 23,6    | Tauragė          |
| Rajongemeinde Kaišiadorys | Kaišiadorys     | 1087          | 36290    | 33,4    | Kaunas           |
| Gemeinde Kalvarija        | Kalvarija       | 441           | 13490    | 30,6    | Marijampolė      |
| Stadtgemeinde Kaunas      | Kaunas          | 157           | 358111   | 2281    | Kaunas           |
| Rajongemeinde Kaunas      | Kaunas          | 1496          | 85721    | 57,3    | Kaunas           |
| Gemeinde Kazlų Rūda       | Kazlų Rūda      | 555           | 14615    | 26,3    | Marijampolė      |
| Rajongemeinde Kėdainiai   | Kėdainiai       | 1677          | 63563    | 37,9    | Kaunas           |
| Rajongemeinde Kelmė       | Kelmė           | 1705          | 38615    | 22,6    | Šiauliai         |
| Stadtgemeinde Klaipėda    | Klaipėda        | 98            | 185936   | 1897,3  | Klaipėda         |
| Rajongemeinde Klaipėda    | Klaipėda        | 1336          | 49295    | 36,9    | Klaipėda         |
| Rajongemeinde Kretinga    | Kretinga        | 989           | 45956    | 46,5    | Klaipėda         |
| Rajongemeinde Kupiškis    | Kupiškis        | 1080          | 23444    | 21,7    | Panevėžys        |
| Rajongemeinde Lazdijai    | Lazdijai        | 1309          | 25233    | 19,3    | Alytus           |
| Gemeinde Marijampolė      | Marijampolė     | 755           | 69297    | 91,8    | Marijampolė      |
| Rajongemeinde Mažeikiai   | Mažeikiai       | 1220          | 65554    | 53,7    | Telšiai          |
| Rajongemeinde Molėtai     | Molėtai         | 1367          | 23539    | 17,2    | Utena            |
| Gemeinde Neringa          | Nida            | 90            | 3132     | 34,8    | Klaipėda         |
| Gemeinde Pagėgiai         | Pagėgiai        | 537           | 11577    | 21,6    | Tauragė          |
| Rajongemeinde Pakruojis   | Pakruojis       | 1316          | 27883    | 21,2    | Šiauliai         |
| Stadtgemeinde Palanga     | Palanga         | 79            | 17632    | 223,2   | Klaipėda         |
| Stadtgemeinde Panevėžys   | Panevėžys       | 50            | 114582   | 2291,6  | Panevėžys        |
| Rajongemeinde Panevėžys   | Panevėžys       | 2179          | 43190    | 19,8    | Panevėžys        |
| Rajongemeinde Pasvalys    | Pasvalys        | 1289          | 32961    | 25,6    | Panevėžys        |
| Rajongemeinde Plungė      | Plungė          | 1105          | 43580    | 39,4    | Telšiai          |
| Rajongemeinde Prienai     | Prienai         | 1031          | 34025    | 33      | Kaunas           |
| Rajongemeinde Radviliškis | Radviliškis     | 1635          | 49705    | 30,4    | Šiauliai         |
| Rajongemeinde Raseiniai   | Raseiniai       | 1573          | 42377    | 26,9    | Kaunas           |
| Gemeinde Rietavas         | Rietavas        | 586           | 10208    | 17,4    | Telšiai          |
| Rajongemeinde Rokiškis    | Rokiškis        | 1807          | 39451    | 21,8    | Panevėžys        |
| Rajongemeinde Skuodas     | Skuodas         | 911           | 24148    | 26,5    | Klaipėda         |
| Rajongemeinde Šakiai      | Šakiai          | 1453          | 36805    | 25,3    | Marijampolė      |
| Rajongemeinde Šalčininkai | Šalčininkai     | 1491          | 37852    | 25,4    | Vilnius          |
| Stadtgemeinde Šiauliai    | Šiauliai        | 81            | 128397   | 1585,1  | Šiauliai         |
| Rajongemeinde Šiauliai    | Šiauliai        | 1807          | 50480    | 27,9    | Šiauliai         |
| Rajongemeinde Šilalė      | Šilalė          | 1188          | 30431    | 25,6    | Tauragė          |
| Rajongemeinde Šilutė      | Šilutė          | 1706          | 53373    | 31,3    | Klaipėda         |
| Rajongemeinde Širvintos   | Širvintos       | 906           | 19367    | 21,4    | Vilnius          |
| Rajongemeinde Švenčionys  | Švenčionys      | 1692          | 31130    | 18,4    | Vilnius          |
| Rajongemeinde Tauragė     | Tauragė         | 1179          | 51049    | 43,3    | Tauragė          |
| Rajongemeinde Telšiai     | Telšiai         | 1439          | 55231    | 38,4    | Telšiai          |
| Rajongemeinde Trakai      | Trakai          | 1208          | 36429    | 30,2    | Vilnius          |
| Rajongemeinde Ukmergė     | Ukmergė         | 1395          | 46303    | 33,2    | Vilnius          |
| Rajongemeinde Utena       | Utena           | 1230          | 48378    | 39,3    | Utena            |
| Rajongemeinde Varėna      | Varėna          | 2218          | 28960    | 13,1    | Alytus           |
| Rajongemeinde Vilkaviškis | Vilkaviškis     | 1259          | 48380    | 38,4    | Marijampolė      |
| Stadtgemeinde Vilnius     | Vilnius         | 401           | 554409   | 1382,6  | Vilnius          |
| Rajongemeinde Vilnius     | Vilnius         | 2129          | 94171    | 44,2    | Vilnius          |
| Gemeinde Visaginas        | Visaginas       | 58            | 28576    | 492,7   | Utena            |
| Rajongemeinde Zarasai     | Zarasai         | 1334          | 20997    | 15,7    | Utena            |